# Stoykovtsi
Stoykovtsi es un pueblo en el Municipio de Gabrovo, en el corazón de la Provincia de Gabrovo, en Bulgaria central del norte. Según estimaciones del Sistema Unificado de Registro de Población y Servicios Administrativos para la Población, al 15 de marzo de 2016 la localidad tenía una población de 14 habitantes. Acceso se obtiene hacia el Este de Gabrovo y hacia el Norte desde Palauzovo. Es parte del valle del río Yantra produciendo al costado del pueblo una de sus tributarias. Se ubica además en una región montañosa que es prolongación del extremo norte de los Montes Balcanes.